# Peix follet
El Macropinna microstoma o peix follet és l'única espècie de peix del gènere Macropinna, de la família Opisthoproctidae. Se'l reconeix pel seu cap transparent en oposició a l'opacitat de la resta del cos i els seus ulls cilíndrics.
Habita les profunditats del nord de l'oceà Pacífic, del mar de Bering, del Japó i de la Baixa Califòrnia (Mèxic) on podem trobar exemplars solitaris entre els 600 i els 800 metres.
El peix follet va ser descobert i descrit pel biòleg marí William M. Chapman l'any 1939, però no va ser fins al 2004 que es van poder fotografiar exemplars vius. Les primeres il·lustracions no el mostraven amb el cap transparent, probablement perquè la pell sota la qual hi ha els ulls i el fluid transparent es descomponia en ser treta a la superfície.

## Anatomia
Aquest peix és relativament petit. Els exemplars més grossos coneguts arriben a uns 15 centímetres de longitud. El cos és fosc i està cobert d'escates grosses, aletes amples i arrodonides. Per a aquest tipus de llargs característics de l'intestí amb cecs nombrosos creixent, ampla i estreta gola de la boca, que és el limitador de mida de les preses principals adequat per menjar.
La característica més notable d'aquest tipus és una closca transparent en forma de cúpula que cobreix el cap a la part superior i els costats, i grans, generalment dirigides cap amunt, els ulls d'una forma cilíndrica en aquesta petxina. i elàstic que cobreix la membrana densa escales adjunta a la part de darrere i els costats de la part posterior i els laterals - a l'àmplia i transparent navkolookovyh ossos que protegeixen de vista. Aquest curs cobreix l'estructura es perd (o almenys molt malmès) quan augmenten els peixos a la superfície i en xarxes d'arrossegament, perquè fins fa poc la seva existència no era coneguda. A l'empara dipòsit està ple de líquid cambra transparent, que, de fet, figuren ulls de peix, els ulls dels peixos que viuen pintat de color verd brillant. Ulls separats per una paret òssia prima, que de nou la capacitat prodovzhuyuchys rozshyyuyetsya i cervell. Al capdavant de cada ull, però darrere de la boca, és una bossa arrodonida gran que conté receptors de presa d'olor. Això és el que a primera vista, les fotografies semblen viure ulls de peix són realment les fosses nasals.
Els ulls verds d'aquest peix està garantida per la presència d'aquests groga específics pigment. Considera que aquest pigment proporciona un filtre especial de llum que ve de dalt, i disminueix la seva brillantor, que permet als peixos per distingir bioluminescència presa potencial.

## Distribució
Els Microstoma Macropinna són distribuïts i molt estesos en aigües temperades i subàrtiques del nord de l'oceà Pacífic: a la costa de nord-est del Japó, les illes Kurils, al mar de Bering, a la costa oest del Canadà i els EUA, al sud fins al Golf de Califòrnia (Mèxic). Aquest peix es troba a profunditats de 500-800 metres, mentre que els exemplars més grossos es capturen a major profunditat.

## Comportament
Peix en un ambient familiar solen ser immòbil o es mou lentament en una posició horitzontal. Tots els nedadors en el ple rozpravleni; desembre aletes orientada horitzontalment, i abdominal - inclinat cap avall en un angle de 30 graus. A causa dels peixos grans aletes divulgació aconsegueix situació estable a llarg termini a la columna d'aigua. Quan el peix es mou, tots els nadadors continuen de ser plenament rozpravlenymy, i el moviment proporcionat per aletes de la cua. En el cas dels peixos d'alarma pressiona el cos de desembre i les aletes abdominals, i fa sacsejades fortes, també proporcionen la cua ritme. Gràcies a l'estructura especial de l'ull músculs d'aquests peixos són capaços de tornar els ulls a la vertical posició cilíndric en el qual en general estan en l'horitzontal, quan es dirigeixen cap endavant. En aquest cas la boca es col·loca en el camp de visió que ofereix l'oportunitat de capturar la presa. [3] Aquestes característiques permeten l'aparell visual de dos mètodes bàsics per aconseguir aliments. En primer lloc, el peix és capaç, mentre que en posició horitzontal dels ulls cap amunt, notant preses potencials sobre ells. Quan la carn de l'animal apareix (boca a espatllar, a destruir-), els ulls de nou cap endavant, deixant la presa a la vista. En segon lloc, amb la posició horitzontal constant del cos és capaç de controlar els peixos objecte d'aliments potencials que baixa des de dalt, girant els ulls. Si les seves instal·lacions en aquest nivell de la boca, els peixos el va agafar.

## Nutrició
En el sistema digestiu d'aquest tipus de peix van trobar zooplàncton de diferents mides, inclosos petits cnidaris i crustacis, així com tentacles de sifonòfors juntament amb cnidòcits.
Tenint en compte que el zooplàncton s'acumula en grans quantitats als tentacles dels sifonòfors, on pot ser obtingut pels peixos d'aigües profundes, així com a les restes de cnidaris que es troben al sistema digestiu del microstoma Macropinna, es pot concloure que la presència d'una membrana transparent contínua sobre els ulls en aquesta espècie és evolutiva va sorgir com una forma de protecció contra els cnidòcits dels cnidaris (especialment els sifonòfors).